# Karolewo (powiat płocki)
Karolewo – wieś w Polsce położona w województwie mazowieckim, w powiecie płockim, w gminie Nowy Duninów.
W skład sołectwa Karolewo-Nowa Wieś wchodzą wsie Karolewo i Nowa Wieś.
W latach 1975–1998 miejscowość należała administracyjnie do województwa płockiego.